# Cantó de Sainte-Geneviève-des-Bois
El cantó de Sainte-Geneviève-des-Bois és un cantó francès del departament d'Essonne, situat al districte de Palaiseau i al districte d'Évry. Des del 2015 té 4 municipis.

## Municipis
- Morsang-sur-Orge
- Sainte-Geneviève-des-Bois
- Villemoisson-sur-Orge
- Villiers-sur-Orge

## Història
| Data d'elecció                           | Identitat        | Partit        | Qualitat |
| ---------------------------------------- | ---------------- | ------------- | -------- |
| 1967-1985                                | Jean Ooghe       | PCF           |          |
| 1985-1992                                | Henri Mazet      | PCF           |          |
| 1992-2011                                | Pierre Champion  | Divers gauche |          |
| 2011-                                    | Frédéric Petitta | Divers gauche |          |
| les dades anteriors no són pas conegudes |                  |               |          |
|                                          |                  |               |          |

## Demografia
| A partir de 1990: Població sense dobles comptes |